# Giuseppe Sgariglia
Giuseppe Sgariglia (Qualiano, 28 ottobre 1915 – Rimini, 21 marzo 1942) è stato un militare italiano, maresciallo pilota dell'Aeronautica.

## Biografia
Giuseppe Sgariglia nasce da Pasquale e Concetta Ricciardiello il 28 Ottobre 1915 a Qualiano e trascorre la sua infanzia nel centro storico della cittadina in Via Camaldoli.
Orfano di padre morto prima della sua Nascita.
Fin da giovane è animato da grosso spirito di sacrificio e la voglia di riscatto non gli manca quando decide di intraprendere la carriera militare. Arruolatosi volontario a soli 20 anni, diventa Maresciallo Pilota e successivamente istruttore all'Accademia Aeronautica di Caserta che poi lascia per intraprendere operazioni di trasporto in territorio albanese. 
Nonostante la giovane età combatte la seconda guerra mondiale nella campagna di Albania ma viene impiegato in varie azioni di guerra in una squadriglia d'assalto, su sua richiesta, anche sul fronte cirenaico, in Africa Settentrionale ed in Italia. In centinaia di scontri col nemico si afferma per audacia, coraggio e sprezzo del pericolo. 
La sua valenza, il suo carisma di pilota provetto, il suo essere intrepido e il suo eroismo sono premiati con una Medaglia d'Argento al Valor Militare. Rientra in Italia con la squadriglia e viene destinato, come istruttore, all'aviazione da caccia per le sue qualità. 

Muore il 21 marzo 1942 in un incidente aviatorio nei cieli di Rimini, presso l'Aeroporto, durante un raid aereo, a soli 27anni.

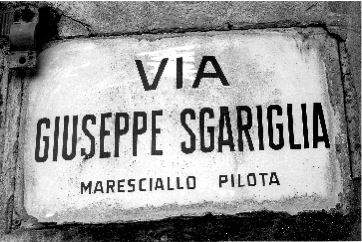
Strada intitolata a Giuseppe Sgariglia nella Città di Qualiano

Il funerale, con l'intervento di una rappresentanza dell'Arma Azzurra, dell'Esercito e di tutte le autorità locali, civili e militari, viene celebrato nel suo paese natale che gli tributa i più grandi onori. La sua salma riposa nella Chiesa Madre del Cimitero di Qualiano.